# Juha Siltanen
Juha Siltanen, född 2 september 1959 i Helsingfors, är en finländsk författare och regissör. 
Siltanen debuterade med den flerspråkiga pjäsen Akvarium (1986), som skrevs tillsammans med den finlandssvenske författaren Thomas Wulff. Därefter har Siltanen varit en av Finlands mest spelade dramatiker; för Foxtrot eli valkoiset varjot (1991) belönades han med Leapriset. Han har även skrivit en rad pjäser för radio och television samt översatt verk av anglosaxiska dramatiker som Arthur Miller och Tennessee Williams. Han tilldelades Pro Finlandia-medaljen 2007 och Bergbomska priset 2011.